# Bronze Tiger
Bronze Tiger, alter ego di Ben Turner, è un personaggio dei fumetti pubblicati dalla DC Comics negli Stati Uniti d'America. È un antieroe esperto di arti marziali, apparso per la prima volta nel romanzo Dragon's Fists, creato da Dennis O'Neil e Jim Berry. La sua prima apparizione nelle serie DC Comics fu in Richard Dragon, Kung Fu Fighter (aprile/maggio 1975).

## Biografia del personaggio

### Primi anni
Ben Turner proviene da una famiglia di classe media del ghetto superiore a Central City. Quando aveva solo 10 anni, ha visto un ladro attaccare i suoi genitori, e ha proceduto a uccidere l'uomo con un coltello da cucina. Nel tentativo di controllare la rabbia dentro di lui, Turner la rivolge alle arti marziali (ed eventualmente, alla criminalità). Dopo qualche tempo, Turner decide di recarsi in Estremo Oriente per venire finalmente a patti con i suoi demoni. Lì incontra l'O-Sensei, e verrà addestrato presso di lui, insieme all'altra recluta Richard Dragon. L'incontro tra Turner e Dragon serve come inizio della serie "Richard Dragon, Kung Fu Fighter", insieme al loro incontro con Barney Ling, dell'organizzazione nota come G.O.O.D. (Global Organization of Organized Defense). Per vendicarsi di Richard Dragon, Lady Shiva chiederà a Bronze Tiger di allenarla.
Un flashback in DC Comics Presents n. 39 (novembre 1981) mostra Richard Dragon scoprire che a Turner è stato fatto il lavaggio del cervello per farlo diventare Bronze Tiger dal professor Ojo, per poi essere utilizzato da Barney Ling (che si rivela essere un traditore). Dragon e Turner dimostrano di essere uguali nella lotta, che termina solo quando Ling viene accidentalmente buttato fuori da una finestra.

### Nella lega degli assassini
Più tardi, in Suicide Squad n. 38, viene mostrata ulteriormente la carriera di Turner, in cui lui e Dragon sono assunti dal re Faraday a lavorare per il CBI (Central Bureau of Intelligence). Se questo è stato inteso come un retcon o in aggiunta alla loro storia non è chiaro. Assegnati per eliminare la Lega degli Assassini, Dragon e Turner sono scoperti dalla Lega, che uccidono la fidanzata di Turner, Myoshi, e procedono al lavaggio del cervello di Turner. Turner credeva di liberarsi dei suoi demoni incanalandoli nell'identità di Bronze Tiger, un assassino mascherato che lavora per la Lega.
Durante questo periodo, allena anche la figlia dell'assassino David Cain, Cassandra, insieme ad altri membri della Lega. Come Bronze Tiger, Turner ha sviluppato una temibile reputazione nel mondo, tenendo la sua identità nascosta a tutti, tranne alla Lega.
Come Bronze Tiger, Ben era temuto in tutto il mondo, e il Sensei era abbastanza intelligente da assicurarsi che Ben raramente si toglesse la maschera, mandandolo in una nuova missione appena finita un'altra. Per un certo periodo, la sua identità rimase segreta e divenne uno dei criminali più ricercati come assassino professionista, uccidendo in tre continenti.
Bronze Tiger alla fine viene inviato a uccidere Kathy Kane (la supereroina Batwoman), un'amica di Batman. Mentre combatteva Batman (sconfiggendolo), un altro assassino uccise Kane. Dopo Crisi sulle terre infinite (noto come era post-Crisis) è stato inizialmente stabilito che Kathy Kane non era mai diventata Batwoman ed era stata semplicemente un'amica di Batman. Un altro personaggio di nome Kate Kane divenne Batwoman nel 2006, e sembra essere un carattere completamente diverso. Successivamente, è stato raccontato che Kathy Kane è stata originariamente reclutata per infiltrarsi nelle cerchia di Batman, ma si innamorò di questo. È stato suggerito che lei non è morta dopo che Bronze Tiger l'ha rapita.
Scoperta la vera identità di Bronze Tiger, King Faraday mandò una squadra di salvataggio con Rick Flag e Nightshade. Hanno recuperato Ben, a cui fu tolto il lavaggio del cervello da Amanda Waller, che avrebbe poi diretto la Squadra Suicida.

### Suicide Squad
Waller successivamente recluta Turner per la Suicide Squad e lo addestra fino a farlo diventare il leader della squadra, ma diventa il secondo in comando dopo Rick Flag. Nella prima missione del team, Tiger affronta Ravan, che mutila brutalmente ma si rifiuta di uccidere. Turner sviluppa una relazione con Vixen, mentre un membro dell'equipaggio della squadra di supporto, Flo Crawley, si prende una cotta per lui. Nel secondo incontro con Ravan, Turner lo convince a unirsi alla squadra, e i due diventano un duo di combattimento efficace.
La Suicide Squad è stata per lo più formata da cattivi, ma Tiger è uno dei soci "buoni" della squadra, pensato per bilanciare l'indole dei personaggi. Spesso applica le regole di Waller, come ad esempio costringendo i vari membri della squadra di indossare dispositivi progettati per forzare buon comportamento. Una storia solista su Bronze Tiger è apparsa come un libro bonus in Suicide Squad n. 21 (dicembre 1988).
La natura pressoché corruttrice della squadra alla fine porta alla partenza di Rick Flag e alla sua morte apparente in un'esplosione nucleare. Turner diventa il leader della squadra, ruolo in cui eccelle, spesso disobbedendo agli ordini diretti per salvare la vita dei membri della sua squadra (anche se erano "sacrificabili"). Il membro della squadra Duchessa, che in realtà è il soldato Apokoliptian Lashina, tradisce la squadra e porta molti, tra cui Flo, a Apokolips. Flo non sopravvive al rapimento.
Turner infine si confronta coi suoi superiori circa le sue azioni, e nella riunione seguente la mente di Turner scatta. Fugge, viaggiando indietro verso Est (lasciando Vixen nel processo), dove trascorre qualche tempo come un giannizzero.
Alla fine Amanda Waller riforma la Suicide Squad e recluta di nuovo Turner. Nel frattempo Turner è diventato un uomo profondamente tormentato, uno che si allontana da Vixen e costantemente istigava Ravan a confrontarsi con lui. In una missione la squadra aveva riferito Vixen era ferita, cosa che sblocca i sentimenti di Turner per lei ancora una volta, ma soprattutto torna al suo vecchio stato d'animo. Dopo Vixen lascia la squadra, ma lei e Turner restano in buoni rapporti.
Nell'ultima missione, la squadra lotta per liberare una piccola isola dalla tirannia del suo sovrano apparentemente immortale. La squadra deve passare attraverso una foresta conosciuta per causare allucinazioni. Mentre gli altri sperimentano i propri demoni, Bronze Tiger si trova di fronte se stesso. Sconfiggendo se stesso, e quindi esorcizzando i suoi demoni, Turner diventa ancora una volta una persona completa. Il tiranno viene poi sconfitto da Waller.
Poco dopo aver lasciato la squadra, Turner è parte della ricerca di Bruce Wayne per Jack Drake (padre di Tim Drake, il più recente Robin) e Shondra Kinsolving, che era stata rapita. Egli collabora con Freccia Verde e Gypsy, un membro di breve durata della Justice League Task Force. Gypsy diventa sentimentalmente coinvolto con Tiger. In seguito diventa il suo mentore nelle arti marziali.
In un arco narrativo di "Batgirl" nel 2005, Cassandra Cain inizia la ricerca della sua madre naturale, che lei crede essere Lady Shiva. Rintraccia Turner a Detroit dove ha aperto il "Tiger Dojo". Entrambi sono in grado di venire a patti con il coinvolgimento di Turner nella formazione di Cassandra e lui esprime il suo orgoglio al suo diventare un eroe. Bronze Tiger incontra Batman poco dopo. Egli deve fermare un gruppo di Villans e vendicare il suo maestro.

## Poteri e abilità
Bronze Tiger non possiede poteri sovrumani, ma è eccezionale nelle arti marziali e nel combattimento corpo a corpo, tanto da essere considerato l'artista marziale più forte dell'universo DC. Ha combattuto e sconfitto artisti del combattimento come Batman, Dick Grayson, Deathstroke, Black Manta, Wild Cat e una leggenda delle arti marziali come Richard Dragon.
Bronze Tiger ha un'innata capacità combattiva che lo rende un'incredibile arma umana, e cioè riesce a leggere sia efficacemente che rapidamente il linguaggio del corpo e questo gli permette di prevederne i movimenti, quindi di anticiparli con eccezionale efficacia.
È un esperto di armi bianche, ottimo acrobata e utilizza degli accessori fatti ad artiglio che usa come arma.
È stato per un breve periodo maestro di arti marziali di Lady Shiva, di Batman, Gypsy e successivamente di Tim Drake e Freccia Verde.

## Altri media

### Film
- L'incarnazione dell'universo alternativo di Bronze Tiger (con elementi di Cheetah) appare nel film d'animazione Justice League: Gods and Monsters.
- Ben Turner, alias Bronze Tiger, appare come uno dei protagonisti nel decimo film d'animazione del DC Animated Movie Universe Suicide Squad - Un inferno da scontare.

### Televisione

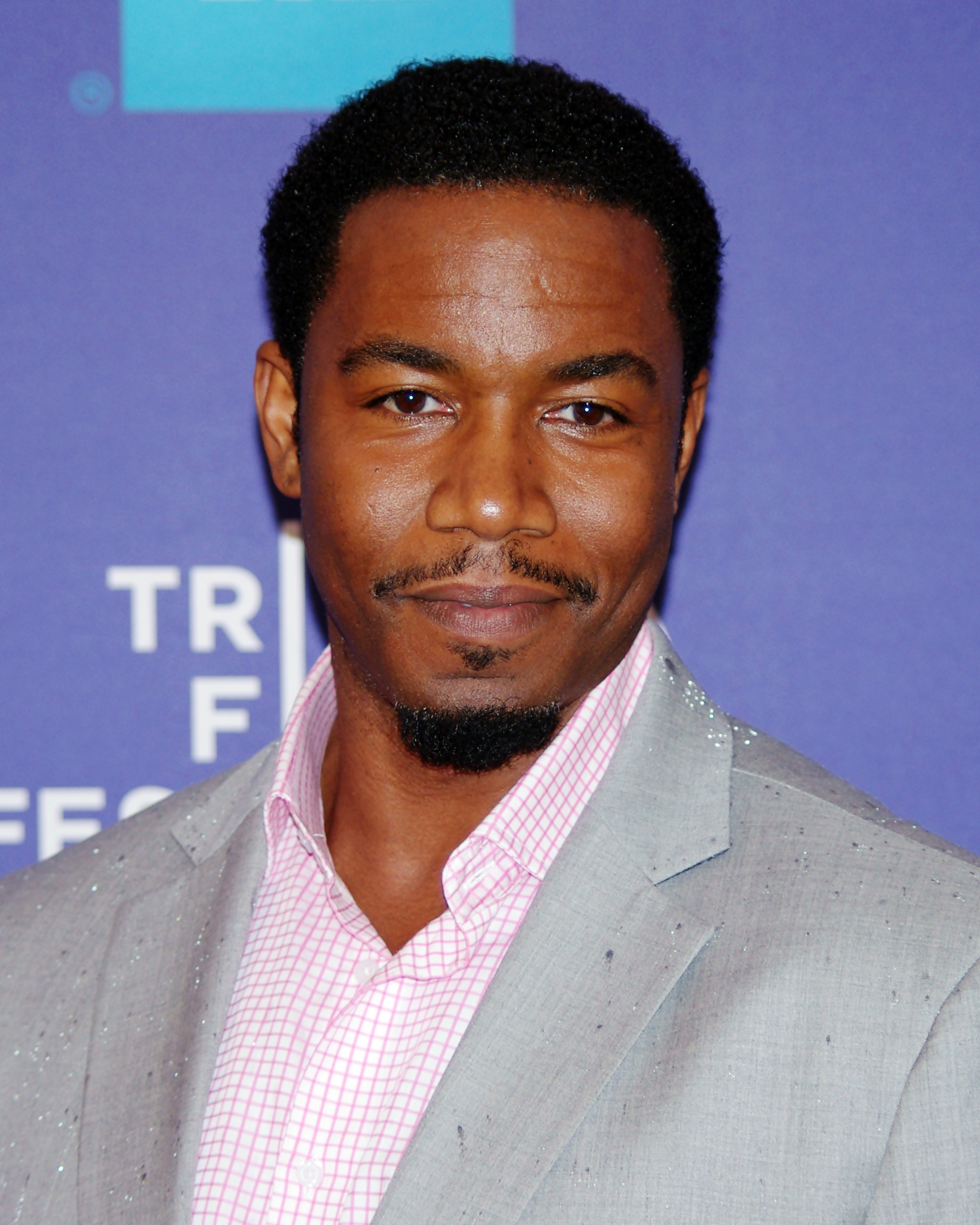
Michael Jai White interpreta Ben Turner/Bronze Tiger nella serie tv Arrow

- Il regista James Gunn ha rivelato di aver considerato Bronze Tiger come possibile personaggio del suo film The Suicide Squad - Missione suicida.
- Bronze Tiger appare in Batman: The Brave and the Bold nell'episodio Il ritorno dei Terribili Tre doppiato da Gary Anthony Sturgis. Precedentemente miglior allievo e protettore di un piccolo villaggio del Maestro Wong Fei, ha grande fama di esperto di arti marziali. Aiuta, con riluttanza, Batman a combattere il Terribile Trio dopo aver ucciso il loro sensei, il Crociato Incappucciato.
- Michael Jai White interpreta Bronze Tiger in Arrow nell'episodio Doppia identità. Nella puntata, un uomo afroamericano viene contattato da China White per combattere Arrow. In aggiunta alle sue abilità di arti marziali, ha due set di guanti con tre artigli che lo rendono molto pericoloso. Egli è poi sconfitto da una freccia elettrificata. In seguito appare in "Tremori", dove si è liberato dalla prigione per recuperare un prototipo del dispositivo crea-terremoto di Malcolm Merlyn. Felicity conferma che il suo nome è Ben Turner e che è meglio conosciuto sotto l'alias di Bronze Tiger, che lei pensa sia un brutto nome dato che le tigri non sono di bronzo. Egli recupera il dispositivo, ma viene subito dopo sconfitto da Arrow e Roy Harper. Al suo ritorno in carcere è avvicinato da Amanda Waller, che gli propone di lavorare per lei in una "squadra". Appare nella puntata "Suicide Squad" come membro del team.
- Bronze Tiger apparirà anche come uno dei protagonisti nell'anime Suicide Squad Isekai.

### Videogiochi
Bronze Tiger appare nel videogioco Batman: Arkham Origins Blackgate, sviluppato da Armature Studio.